# Torneio de xadrez de Paris de 1924
O Torneio de xadrez de Paris de 1924 foi um torneio realizado em Paris de 12 a 20 de julho de 1924 e do qual participam dezoito países. É considerada como uma Olimpíada de xadrez não-oficial. Apesar de ser um torneio por equipes para enxadristas amadores, alguns países enviaram somente 1 participante. Os 54 participantes foram divididos em nove grupos do qual o vencedor participou de um novo grupo. Os melhores colocados foram Hermanis Matisons (5½), Fricis Apšenieks (5), Edgard Colle (4½), Max Euwe, Árpád Vajda e Anatol Tschepurnoff (4).Por equipes, a Tchecoslováquia (Hromádka, Schulz, Vaněk e Skalička) conquistou a primeira colocação seguida da Hungria (Vajda, Sterk, Steiner E. e Havasi) e Suíça (Voellmy, Zimmermann, Johner H. e Naegeli). O torneio teve a participação de Edith Holloway que se tornou a primeira mulher a participar de uma Olimpíada de xadrez.

## Tabela do torneio[3]
| Jogador                        | Mat | Aps | Col | Euw | Vaj | Tsc | Pal | Gol | Hav | Total |
| Hermanis Matisons              | xxx | 0.5 | 0.5 | 0   | 0.5 | 1   | 1   | 1   | 1   | 5.5   |
| Fricis Apšenieks               | 0.5 | xxx | 0.5 | 1   | 0   | 1   | 1   | 1   | 0   | 5     |
| Edgard Colle                   | 0.5 | 0.5 | xxx | 0.5 | 0.5 | 0   | 1   | 1   | 0.5 | 4.5   |
| Max Euwe                       | 1   | 0   | 0.5 | xxx | 0.5 | 0.5 | 0   | 0.5 | 1   | 4     |
| Árpád Vajda                    | 0.5 | 1   | 0.5 | 0.5 | xxx | 0   | 0.5 | 1   | 0   | 4     |
| Anatol Tschepurnoff            | 0   | 0   | 1   | 0.5 | 1   | xxx | 0.5 | 0   | 1   | 4     |
| Luis Palau                     | 0   | 0   | 0   | 1   | 0.5 | 0.5 | xxx | 0.5 | 1   | 3.5   |
| Manuel Golmayo de la Torriente | 0   | 0   | 0   | 0.5 | 0   | 1   | 0.5 | xxx | 1   | 3     |
| Kornél Havasi                  | 0   | 1   | 0.5 | 0   | 1   | 0   | 0   | 0   | xxx | 2.5   |